# José María Busquets
José Maria Busquets Fontgibell (Montbrió de Tarragona, 15 de diciembre de 1939) es un expiloto de motociclismo español, tres veces Campeón de España (1963 en 250 cc, y en 1966 en 50 y 125 cc). Busquets fue el primer piloto en correr con las míticas Derbi en el Campeonato del Mundo de Motociclismo, al participar en la recién creada categorías de 50 cc en la temporada de 1962. Especialista también en carreras de resistencia, fue dos veces Subcampeón de Europa y dos veces campeón de España de esta disciplina, ganado las 24 Horas de Montjuïc de 1966.

## Biografía
Hijo de un transportista, fue siempre un apasionado de todo lo que tuviera relación con la velocidad, especialmente la aeronáutica. Dados los limitados medios económicos de sus padres, tuvo que conformarse con las motocicletas. A los 18 años ya participaba con una Lambretta en pruebas de regularidad de la zona. Aprovechando que en ocasión de las Fiestas de San Magí organizaba una carrera de velocidad con scooter en Tarragona, se hay apuntó con la Lambretta y descubrió así su atracción por esta disciplina. Pronto, a 20 años, cambió la Lambretta por una Montesa Brío 110, con la cual participó en su primera subida de montaña (concretamente, la Subida a Montserrat ) y en algunas carreras del Campeonato estatal de velocidad.

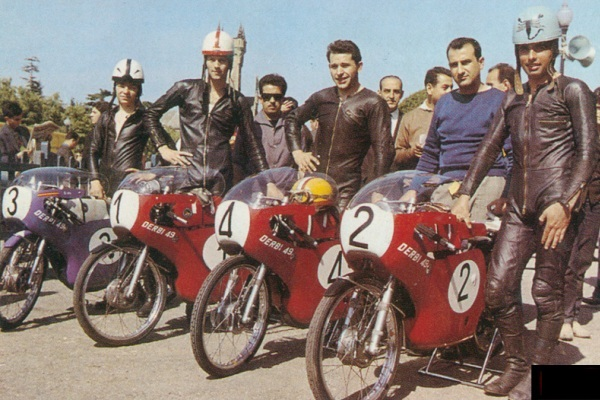
Busquets (Derbi núm. 2) en el al Gran Premio de España de 1964

Dados sus buenos resultados en este campeonato, Montesa le cedió una moto oficial para que compitiera durante la siguiente temporada, 1960 en el estatal de 125 cc. Una vez empezada aquella temporada, a 21 años, Derbi le ofreció también un lugar en su equipo oficial para la categoría de 50 cc. Con esta moto consiguió numerosos éxitos, y ya en 1962 estuvo a punto de ganar el Gran Premio de España disputado en el Circuito de Montjuïc, perdiendo finalmente ante el oficial de Kreidler Hans-Georg Anscheidt por solo una rueda de distancia (68 centésimas). Aquella era la primera carrera de la historia del Campeonato del Mundo de 50 cc, acabado de instaurar ese año.
En 1963 volvió a ser segundo en el mismo escenario, después de otra carrera memorable. Gracias a sus buenos resultados en la categoría de los 50 cc, Derbi potenció esta cilindrada e inició una etapa de grandes éxitos internacionales, en este caso gracias al nuevo piloto estelar de la marca, Ángel Nieto, a quien de hecho fue Busquets quien inició en el mundo de la competición, enseñándole las primeras nociones y trucos aprendidos durante su carrera. Al mismo tiempo, debido a los buenos resultados en el campeonato estatal de 125cc, Montesa propuso a Busquets de disputar alguna carrera internacional, con buenos resultados para el catalán, como el tercer lugar obtenido en Clermont-Ferrand. Ese año también participó en las los 24 Horas de Montjuïc haciendo pareja con César Gracia, logrando en ellos el tercer lugar absoluto y el Subcampeonato de España de resistencia.
En 1966, aparte de los dos campeonatos estatales de velocidad, ganó también las 24 Horas de Montjuïc. Su victoria llegó tras una remontada épica, todo pilotando la Montesa oficial de 250 cc haciendo pareja con el italiano Francesco Villa, en el transcurso de la cual superaron la barrera de los 100 km / h de media, estableciendo el récord absoluto de la prueba en 102.047 km/h. Aquella fue la última victòria de Montesa a las 24 Horas.
Finalmente, en 1968 Busquets se retiró de la competición activa, pasando a abrir una concesionaria de motocicletas a Tarragona. Sin embargo, de vez en cuando volvió a competir, habiendo participado en las 24 horas de Montjuïc de 1982 a 1986. Actualmente, su establecimiento - "Busquests Sports" - es concesionario oficial BMW y mantiene buenos contactos con la fábrica. Al mismo, tiempo, presenta anualmente un equipo a las 24 Horas Motociclistas de Cataluña, habiéndose las ganadas alguna vez en categoría  STK .

## La saga Busquets
Sus tres hijos ( Josep Maria, Agustín y Àlex Busquets) heredaron su pasión y los cuatro llegaron a participar juntos durante tres años a las 24 Horas Motociclistas de Cataluña, en Montmeló, así como en varios rallies. Más tarde, sus hijos han participado en las Boxer Cup y Power Cup de BMW con su apoyo, dando origen al  Team Busquets . Otras competiciones en las que han tomado parte son el  Francia Moto Tour , la Baja Aragón y el Campeonato de España de enduro.

## Palmarés en Resistencia[6]
- 1961:

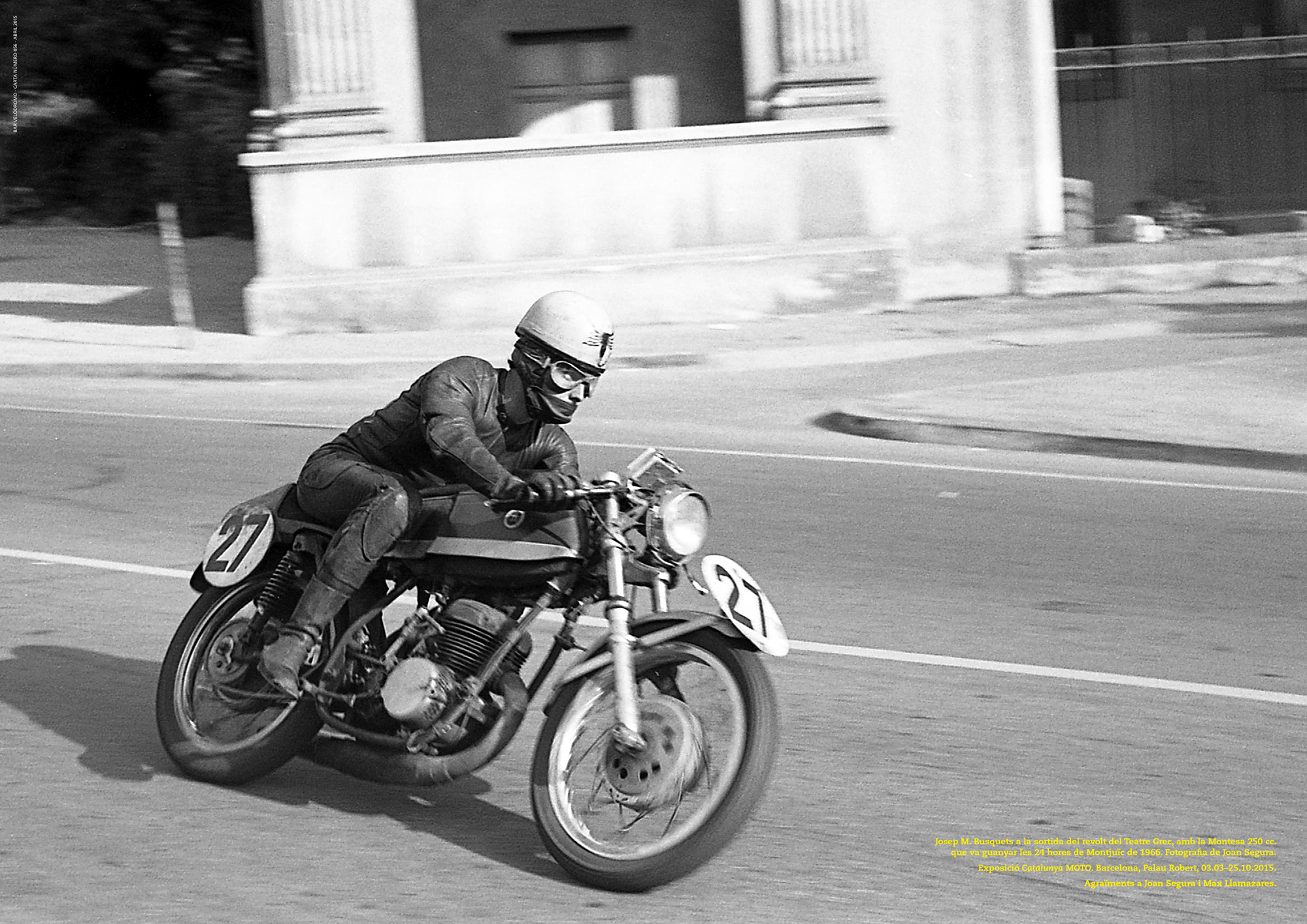
Busquets con la Impala 250 camino de la victoria en las 24 Horas de Montjuïc de 1966

  - 2.º en las 24 Hores de Montjuïc en la categoría 125 cc
- 1962:
  - Subcampeón de Europa
  - Subcampeón de España
- 1966:
  - Ganador de las 24 Hores de Montjuïc (Montesa Impala Sport 250 cc, con Francesco Villa)
  - Subcampeón de Europa
  - Subcampeón de España

## Participaciones

### Campeonato del Mundo
Sistema de puntuación desde 1950 hasta 1968:
| Posición | 1.º | 2.º | 3.º | 4.º | 5.º | 6.º |
| Puntos   | 8   | 6   | 4   | 3   | 2   | 1   |

(Carreras en cursiva indica vuelta rápida)
| Año  | Cat.  | Moto    | 1       | 2       | 3       | 4     | 5      | 6      | 7     | 8     | 9     | 10      | 11    | 12    | 13      | Pts. | Pos. |
| ---- | ----- | ------- | ------- | ------- | ------- | ----- | ------ | ------ | ----- | ----- | ----- | ------- | ----- | ----- | ------- | ---- | ---- |
| 1962 | 50cc  | Derbi   | ESP 2   | FRA 18  | IDM -   | NED - | BEL -  | GER -  |       | RDA - | NAT - | FIN -   | ARG - |       |         | 6    | 11.º |
| 1963 | 50cc  | Derbi   | ESP 3   | GER Ret | FRA 4   | IDM - | NED 11 | BEL -  |       |       | FIN - |         | ARG - | JPN - |         | 7    | 9.º  |
| 1963 | 250cc | Montesa | ESP 7   | GER -   |         | IDM - | NED 11 | BEL -  | ULS - | DDR - |       | NAT -   | ARG - | JPN - |         | 0    | -    |
| 1964 | 50cc  | Derbi   | USA -   | ESP Ret | FRA 4   | IOM - | NED -  | BEL -  | GER - |       |       | FIN -   |       |       |         | 3    | 8.º  |
| 1965 | 50cc  | Derbi   | USA -   | GER Ret | ESP 3   | FRA - | IDM -  | NED -  | BEL - |       |       |         |       |       | JPN -   | 4    | 8.°  |
| 1965 | 250cc | Montesa | USA 5   | GER Ret | ESP Ret | FRA - | IDM -  | NED -  | BEL - | DDR - | CZE - | ULS -   | FIN - | NAT - | JPN -   | 2    | 24.° |
| 1966 | 50cc  | Derbi   | ESP Ret | GER -   |         | NED - |        |        |       |       |       | IDM Ret | NAT - | JPN - |         | 0    | -    |
| 1966 | 125cc | Montesa | ESP Ret | GER -   |         | NED - |        | RDA -  | CZE - | FIN - | ULS - | IDM -   | NAT - | JPN - |         | 0    | -    |
| 1967 | 50cc  | Derbi   | ESP Ret | GER 3   | FRA -   | IDM - | NED -  | BEL 17 |       |       |       |         |       |       | JPN Ret | 4    | 10.º |
| 1967 | 125cc | Montesa | ESP Ret | GER 5   | FRA -   | IDM - | NED -  |        | RDA - | CZE - | FIN - | ULS -   | NAT - | CAN - | JPN -   | 2    | 22.° |
| 1967 | 250cc | Montesa | ESP Ret | GER -   | FRA -   | IDM - | NED -  |        | RDA - | CZE - | FIN - | ULS -   | NAT - | CAN - | JPN Ret | 0    | -    |